# Hunstanton
Hunstanton è un paese di 4 961 abitanti della contea del Norfolk, in Inghilterra.

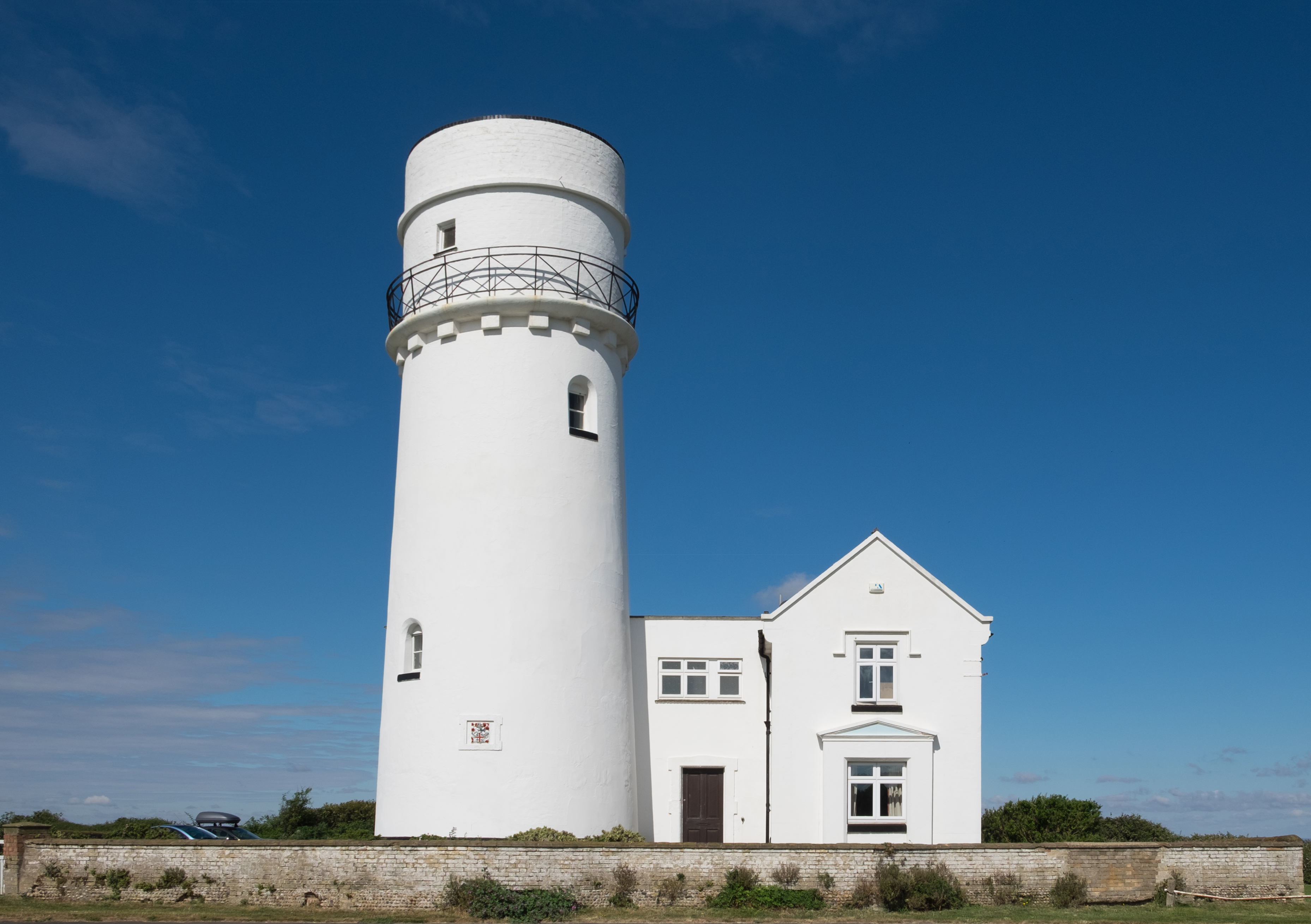
Il vecchio faro, nel 1996

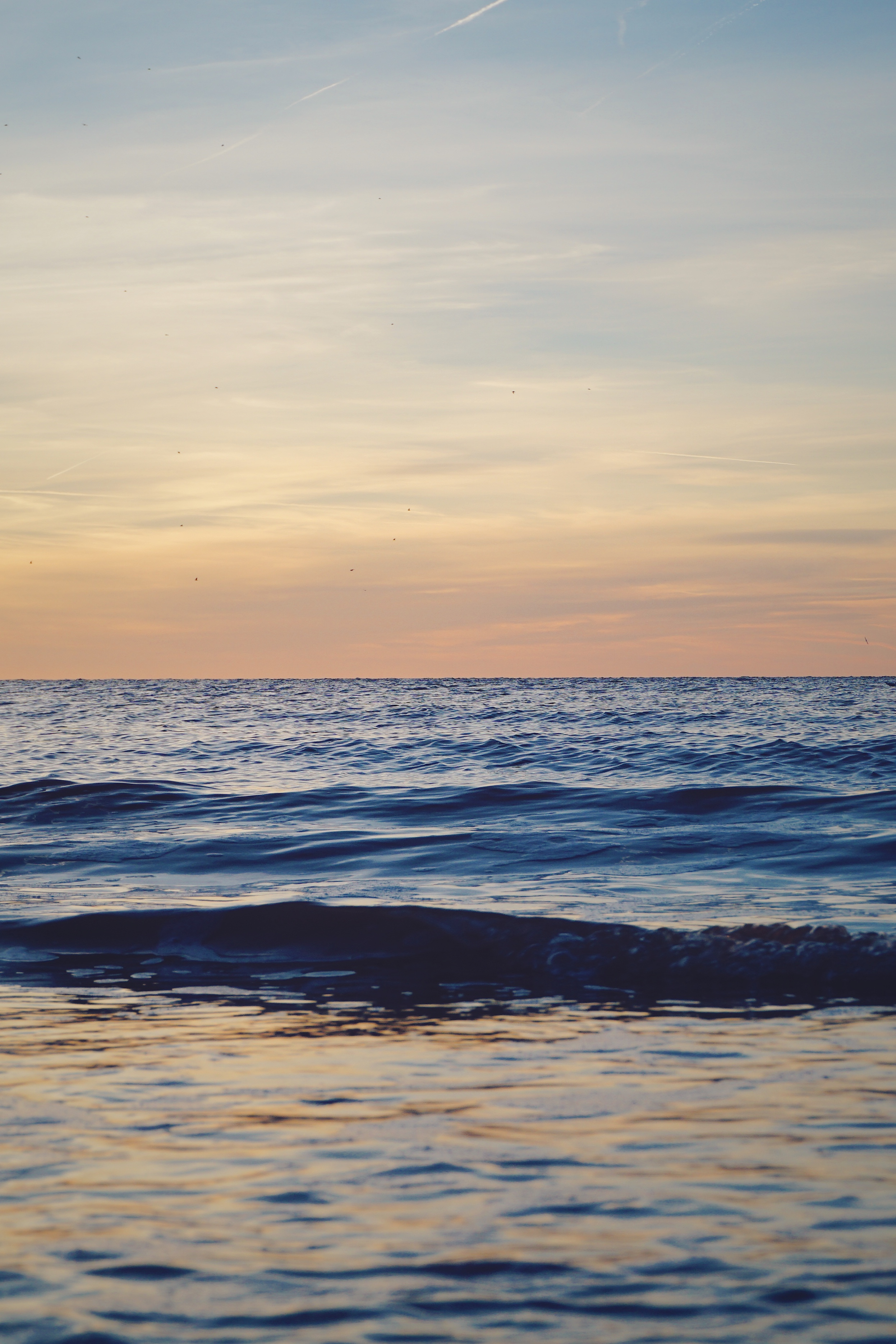
Tramonto sul mare